# Massimiliano Soldani
Massimiliano Soldani, später Massimiliano Soldani Benzi (* 15. Juli 1656 in Montevarchi; † 23. Februar 1740 ebenda), war ein italienischer Bildhauer und Medailleur am Hof der Medici in Florenz.

## Name
Soldani lebte zunächst unter seinem Namen, behauptet aber später, dass er von der Familie des Bischofs von Fiesole und von der Adelsfamilie Benzi aus Figline Valdarno abstammen würde. Im Jahre 1693 beantragte er deshalb in einem offiziellen Schreiben eine Abstammungsurkunde, die er auch erhielt. Von diesem Tag an nannte er sich Soldani Benzi, was durch zahlreiche Dokumente belegt wurde.

## Leben

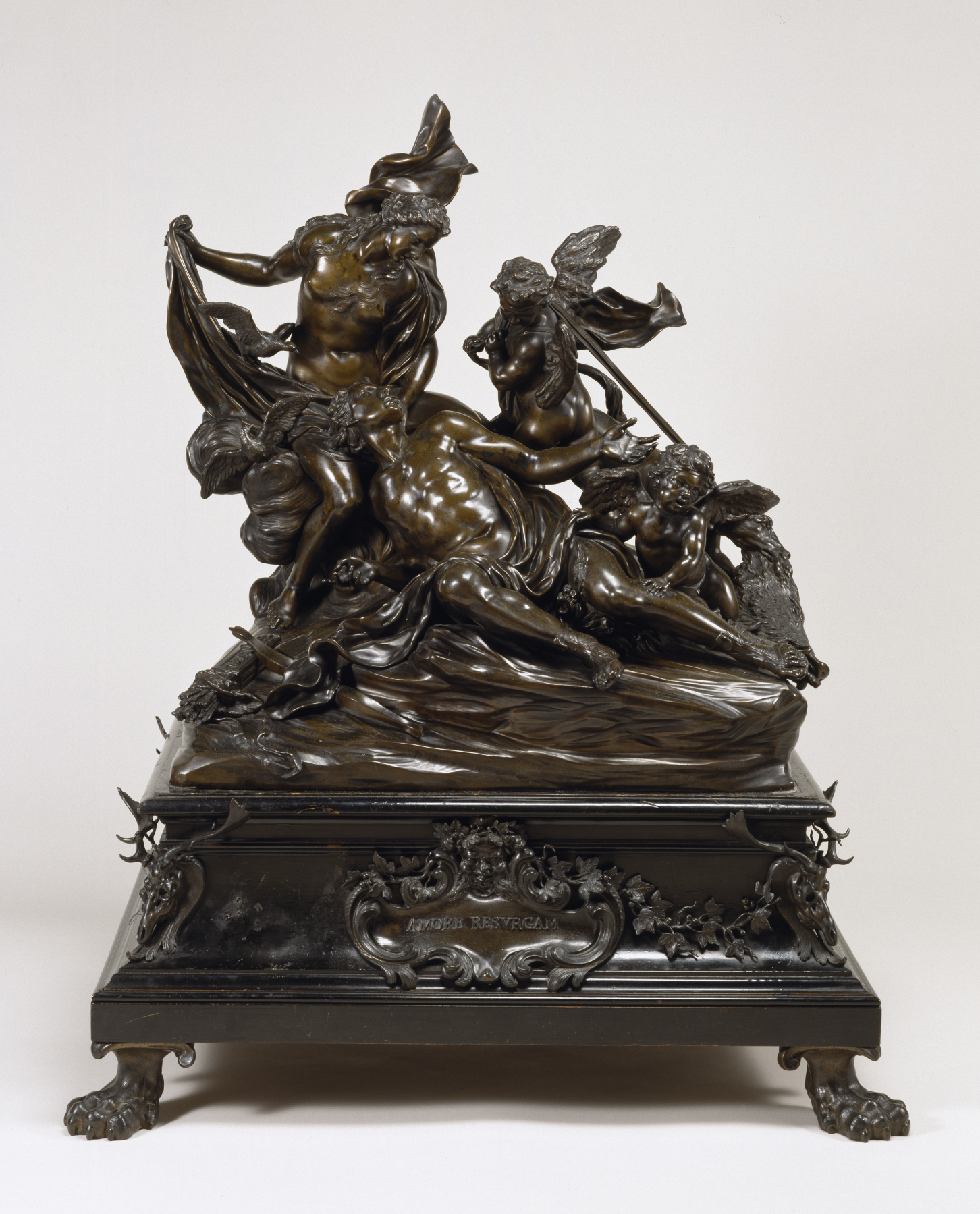
Massimiliano Soldani Benzi: Adonis, betrauert von Venus und zwei Cupidi, Walters 54677, Profil

Seine Ausbildung begann Soldani zunächst in der Zeichenschule Medici in Florenz, wo er die Aufmerksamkeit von Großherzog Cosimo III. de’ Medici auf sich zog. Dieser schickte ihn dann an seine großherzogliche Akademie in Rom, um ihn dort bei Ciro Ferri und Ercole Ferrata studieren und in der Kunst der Münzprägung ausbilden zu lassen. Während seiner Zeit in Rom (1678–81) zeigte er sich vielversprechend und wurde von Königin Christina von Schweden gebeten, mehrere Medaillen für sie zu schaffen. Soldani startete dieses Vorhaben, musste es jedoch bald wieder aufgeben, da ihn Cosimo nach Paris geschickt hatte, um ihn dort mit Joseph Roettiers, einem anderen Medailleur, arbeiten zu lassen.
Dort kam Soldani 1682 mit Charles Le Brun und dem französischen Minister Jean-Baptiste Colbert in Kontakt. Als Soldani an einem Medaillenporträt von Louis XIV arbeitete und ein Höfling, denn Soldani als den Offizier Louis, duc d’Aumont ausmachte und sich dieser sehr an seiner Kunst der Münzprägung interessiert zeigte, stellte ihn dieser dem König Ludwig XIV. vor. Das Modell dieser Medaille ist heute in der Art Gallery of Ontario in Toronto ausgestellt.

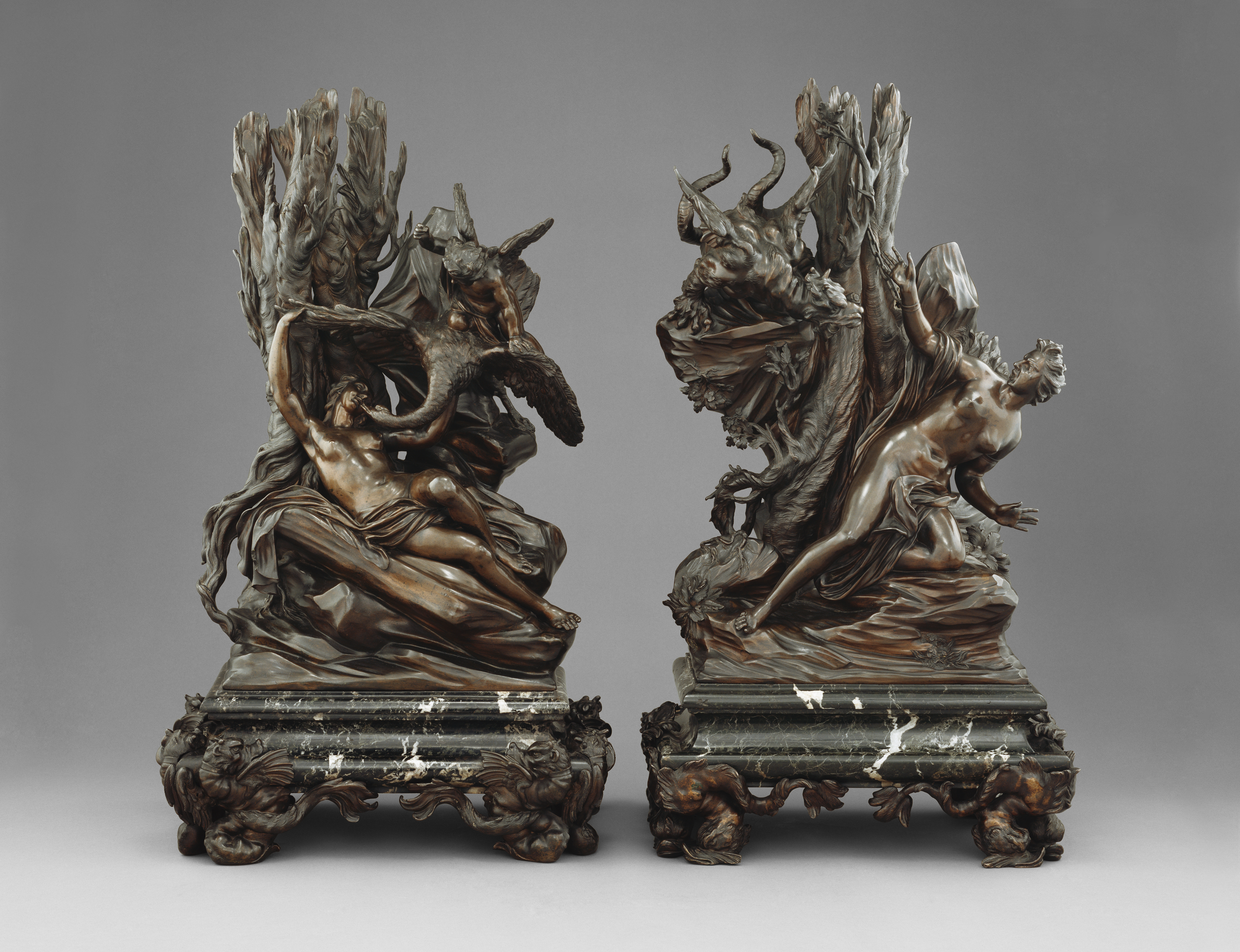
Leda und der Schwan (links) und Andromeda und das Seeungeheuer (rechts), 11364501

In der Zwischenzeit entschied Großherzog Cosimo, dass es für Soldani Zeit sei, nach Florenz zurückzukehren, um die Großherzogliche Münzprägeanstalt zu übernehmen, eine Aufgabe, die er ihm von Anfang an zugedacht hatte. Nach dem Tod des letzten Direktors wurde Soldani im Jahr 1688 offiziell zum Maestro dei Coni e Custode della Zecca ernannt. Als solcher hatte er seine Werkstatt und Wohnraum in den Uffizien. Noch bis in das hohe Alter von 80 Jahren arbeitete Soldani Benzi, um sich erst dann aus dem Berufsleben zu verabschieden. Danach zog er sich auf seine von ihm selbst errichtete Villa Petrolo in der Nähe von Bucine in der Toskana zurück, wo er bis zu seinem Tode lebte.

## Arbeiten
Im Laufe seiner Karriere entwickelte sich Soldani zu einem der besten Bronzegießer in Europa. Zunächst arbeitete er noch als Medailleur, später spezialisierte er sich jedoch auf die Herstellung von Bronzereliefs, Bronzevasen sowie freistehende Figuren und Büsten. Für Joseph Johann Adam, den 6. Fürsten von Liechtenstein, produzierte er eine Serie von Bronzekopien von Werken aus der Medici-Sammlung, hauptsächlich antike Büsten und Figuren, aber auch nach Werken von Michelangelo und Gian Lorenzo Bernini.
Klaus Lankheit erkannte in einer kleinen Bronze Pietà, die Soldani im Walters Art Museum zugeschrieben wurde, eine „ausgeglichene dreieckige Komposition“, die „fast eine Erleichterung in der Form“ ist und schlug vor, dass sie zuerst als Relief komponiert worden war. Eine aufwendigere Version mit zusätzlichen Figuren in der Kress-Sammlung im Seattle Art Museum wurde von Ulrich Middeldorf ebenfalls als Kreation Soldanis zugeordnet. Im Walters Art Museum befindet sich weiterhin eine zweite Tischbronze Venus und der verwundete Adonis auf einem reich aufgerüsteten Ebenholzfuß mit Bronzepfotenfüßen.
In seltenen Fällen stellte er Terra Cotta Bozzetti auf den unregelmäßig inszenierten Ausstellungen der Accademia del Disegno in Florenz aus. 1715 war es eine Pietà in Terrakotta von „Sig. MS“. Dabei handelte es sich um ein hochpräzise angefertigtes Terrakotta Relief mit dem Namen Agony im Garten von Gethsemane, das zweifellos als Modell diente, um später als privates Andachtswerk in Bronze gegossen zu werden. Es befindet sich heute im Metropolitan Museum of Art in New York City.